# Peribaea subaequalis
Peribaea subaequalis là một loài ruồi trong họ Tachinidae.